# 본질적 단사 사상
범주론에서 본질적 단사 사상(本質的單射寫像, 영어: essential monomorphism)은 동형 사상에 매우 가까워, 이와 합성하는 것이 사상이 단사 사상인지 여부에 영향을 끼치지 않는 단사 사상이다. 마찬가지로, 잉여적 전사 사상(剩餘的全射寫像, 영어: superfluous epimorphism)은 동형 사상에 매우 가까워, 이와 합성하는 것이 사상이 전사 사상인지 여부에 영향을 끼치지 않는 전사 사상이다.

## 정의
범주 {\displaystyle {\mathcal {C}}}의 단사 사상 {\displaystyle f\colon X\to {\tilde {X}}}가 다음 조건을 만족시킨다면, {\displaystyle f}가 본질적 단사 사상이라고 한다.
임의의 사상 {\displaystyle g\colon {\tilde {X}}\to Y}에 대하여, 만약 {\displaystyle g\circ f}가 단사 사상이라면, {\displaystyle g} 역시 단사 사상이다.
마찬가지로, 범주 {\displaystyle {\mathcal {C}}}의 전사 사상 {\displaystyle f\colon {\tilde {X}}\to X}가 다음 조건을 만족시킨다면, {\displaystyle f}가 잉여적 전사 사상이라고 한다.
임의의 사상 {\displaystyle g\colon Y\to {\tilde {X}}}에 대하여, 만약 {\displaystyle f\circ g}가 전사 사상이라면, {\displaystyle g} 역시 전사 사상이다.
보다 일반적으로, 위 정의에서, 단사 사상의 모임 또는 전사 사상의 모임을 다른 종류의 사상의 모임 {\displaystyle {\mathfrak {H}}}로 바꾸어 {\displaystyle {\mathfrak {H}}}-본질적 사상 및 {\displaystyle {\mathfrak {H}}}-잉여적 사상을 정의할 수 있다.

## 예
임의의 범주에서, 동형 사상은 항상 본질적 단사 사상이자 잉여적 전사 사상이다.

### 집합
집합과 함수의 범주 {\displaystyle \operatorname {Set} }에서, 본질적 단사 사상 및 잉여적 전사 사상은 전단사 함수 밖에 없다.

### 가군
환 {\displaystyle R} 위의 왼쪽 가군 {\displaystyle {\tilde {M}}}의 부분 가군 {\displaystyle M}에 대하여, 다음 조건들이 서로 동치이며, 이 경우 {\displaystyle M}이 {\displaystyle {\tilde {M}}}의 본질적 부분 가군, {\displaystyle {\tilde {M}}}이 {\displaystyle M}의 본질적 확대라고 한다.:74, Definition 3.26
- 포함 사상 {\displaystyle M\to {\tilde {M}}}은 왼쪽 가군 범주 {\displaystyle _{R}\operatorname {Mod} }의 본질적 단사 사상이다.
- {\displaystyle {\tilde {M}}}의 임의의 부분 가군 {\displaystyle N}에 대하여, 만약 {\displaystyle M\cap N=0}이라면 {\displaystyle N=0}이다.

(이 두 조건이 동치인 것은 {\displaystyle N}을 핵으로 갖는 가군 준동형 {\displaystyle g\colon M\to P}를 생각하면 알 수 있다.)
마찬가지로, 환 {\displaystyle R} 위의 왼쪽 가군 {\displaystyle {\tilde {M}}}의 부분 가군 {\displaystyle K} 및 몫가군 {\displaystyle M={\tilde {M}}/K}에 대하여, 다음 조건들이 서로 동치이며, 이 경우 {\displaystyle K}가 {\displaystyle {\tilde {M}}}의 잉여적 부분 가군이라고 한다.:74
- 몫 사상 {\displaystyle {\tilde {M}}\to M}은 왼쪽 가군 범주 {\displaystyle _{R}\operatorname {Mod} }의 잉여적 전사 사상이다.
- {\displaystyle {\tilde {M}}}의 임의의 부분 가군 {\displaystyle N\subseteq {\tilde {M}}}에 대하여, 만약 {\displaystyle K+N={\tilde {M}}}이라면 {\displaystyle N={\tilde {M}}}이다.

(이 두 조건이 동치인 것은 {\displaystyle N}을 상으로 갖는 가군 준동형 {\displaystyle g\colon P\to {\tilde {M}}}를 생각하면 알 수 있다.)
본질적 부분 가군은 흔히 {\displaystyle \subseteq _{\text{e}}}로, 잉여적 부분 가군은 흔히 {\displaystyle \subseteq _{\text{s}}}로 표기한다.
특히, {\displaystyle _{R}R} 자체의 본질적/잉여적 부분 가군을 본질적/잉여적 왼쪽 아이디얼이라고 한다.